# Classe ATC D01
La classe ATC D01, dénommée « Antimycosiques à usage dermatologique », est un sous-groupe thérapeutique de la classification anatomique, thérapeutique et chimique, développée par l'OMS pour classer les médicaments et autres produits médicaux. La classe ATC vétérinaire correspondante dans la classification ATCvet est QD01. Le sous-groupe présenté ici est celui établi par l'OMS, et peut donc différer des versions dérivées utilisées dans certains pays. Il fait partie du groupe anatomique D de la classification, intitulé « Dermatologie ».

## D01A Antifongiques à usage topique

### D01AA Antibiotiques à usage topique
D01AA01 Nystatine
D01AA02 Natamycine
D01AA03 Hachimycine (en)
D01AA04 Pécilocine (en)
D01AA06 Mépartricine (en)
D01AA07 Pyrrolnitrine (en)
D01AA08 Griséofulvine
D01AA20 Associations

### D01AC Dérivés imidazolés et triazolés à usage topique
D01AC01 Clotrimazole
D01AC02 Miconazole
D01AC03 Éconazole
D01AC04 Chlormidazole (en)
D01AC05 Isoconazole
D01AC06 Thiabendazole
D01AC07 Tioconazole
D01AC08 Kétoconazole
D01AC09 Sulconazole
D01AC10 Bifonazole
D01AC11 Oxiconazole
D01AC12 Éconazole
D01AC13 Omoconazole (en)
D01AC14 Sertaconazole
D01AC15 Fluconazole
D01AC16 Flutrimazole (en)
D01AC17 Éberconazole
D01AC18 Luliconazole
D01AC19 Éfinaconazole
D01AC20 Imidazoleés/triazolés en association avec corticostéroïdes
D01AC52 Miconazole, associations
D01AC60 Bifonazole, associations
« QD01AC90 » Énilconazole

### D01AE Autres antifongiques à usage topique
D01AE01 Bromochlorosalicylanilide (en)
D01AE02 Méthylrosaniline
D01AE03 Tribromométacresol (en)
D01AE04 Acide undécylénique
D01AE05 Polynoxyline (en)
D01AE06 Chlorophétanol (en)
D01AE07 Chlorphénésine (en)
D01AE08 Ticlatone (en)
D01AE09 Sulbentine
D01AE10 Éthyl-hydroxybenzoate
D01AE11 Haloprogine (en)
D01AE12 Acide salicylique
D01AE13 sulfite de sélénium (en)
D01AE14 Ciclopirox olamine
D01AE15 Terbinafine
D01AE16 Amorolfine
D01AE17 Dimazol
D01AE18 Tolnaftate
D01AE19 Tolciclate
D01AE20 Associations
D01AE21 Flucytosine
D01AE22 Naftifine
D01AE23 Buténafine
D01AE24 Tavaborole
D01AE54 Acide undécylénique, associations
QD01AE91 Bronopol
QD01AE92 Acide bensuldazique

## D01B Antifongiques à usage systémique

### D01BA Antifongiques à usage systémique
D01BA01 Griséofulvine
D01BA02 Terbinafine